# Extremismo
O extremismo, em política, refere-se a doutrinas ou modelos de ação política que preconizam soluções extremas, radicais e revolucionárias, para os problemas sociais. Frequentemente está associado ao dogmatismo, ao fanatismo e à tentativas de imposição de estilos e modos de vida, bem como à negação radical de valores vigentes. O extremismo, unido ao unilateralismo, resulta em total fechamento ao diálogo e à negociação.
No uso corrente, o termo política, o conceito tem mantido uma conotação pejorativa. Quando referido a posição e comportamento adotados por um movimento, grupo político ou mesmo partidos e grupos parlamentares, o extremismo indica a tendência a um comportamento ou a um modelo de ação política que rejeita as regras de uma comunidade política, não se identificando com as suas finalidades, valores e instituições e procurando transformá-los radical e abruptamente, na linha do tudo agora; por conseguinte, recusa o gradualismo ou o alcance parcial dos objetivos, bem como a negociação e o compromisso. O comportamento desses grupos se concretiza historicamente por práticas muitas vezes eversivas e violentas, que rejeitam os vínculos formais da transformação do conflito em controvérsia, próprios da tradição parlamentar.
Na história política moderna e contemporânea, o extremismo foi adotado em diferentes ocasiões, por diversos movimentos sociais e políticos, de diferentes orientações ideológicas, principalmente em épocas críticas de intensa mobilização social e de profundas transformações econômicas e institucionais.
O extremismo convencionalmente considerado de direita emana diretamente de classes ou estamentos sujeitos a uma repentina perda de status e de uma drástica redução de sua influência política. É o extremismo daqueles que, "em outros tempos foram possuidores" e cujo comportamento político está voltado para a defesa a todo custo e/ou para a reconquista das suas tradicionais prerrogativas político-sociais. O fascismo, o nazismo, o salazarismo e o franquismo, por exemplo, rompem com o pluralismo democrático pelo lado direito do espectro ideológico.
Já a prática de alguns grupos extraparlamentares de orientação marxista-leninista, por exemplo, pode ser caracterizada como extremista, na medida em que rompe com a democracia burguesa pelo lado esquerdo do espectro, defendendo uma democracia operária no lugar desta.
Por fim, contrariando a visão da maioria dos historiadores sobre o espectro político nazista, o autor Lipset afirma que, além dos extremismos da direita e da esquerda, existiria um extremismo do centro: o nazifascismo. O nazifascismo disputaria a mesma base de apoio social que os liberalismos, ou seja as classes médias, pequenos empresários e profissionais anticlericais.
O extremismo pode também ser considerado algo como uma reação extrema a um ato extremo, como a execução de um assassino da mesma força que este cometeu o homicídio, podendo ser (ou não) considerado um pensamento inteligente baseado na pedra da babilônia " olho por olho dente por dente " aqueles que cometem um erro devem pagar na mesma moeda.